# Josef Zerwes
Josef Zerwes (* 2. Februar 1836 in Asbach; † 27. Februar 1901 in Mülheim an der Ruhr) war ein deutscher Kaufmann und Direktor der Friedrich Wilhelms-Hütte (FWH) in Mülheim an der Ruhr.

## Leben und Wirken
Von 1869 bis 1901 war Josef Zerwes kaufmännischer Direktor der Friedrich Wilhelms-Hütte in Mülheim an der Ruhr. Gemeinsam mit dem technischen Direktor Joseph Schlink gelang es ihm, das Unternehmen durch wirtschaftlich schwierige Zeiten zu führen. Am Wohlergehen seiner Mitarbeiter interessiert, förderte er 1872 die Gründung der Actien-Baugesellschaft zur Schaffung von preiswertem Wohnraum für die Beschäftigten der Hütte. 
Im öffentlichen Leben engagierte sich Zerwes als Mülheimer Stadtverordneter, ehrenamtlicher Beigeordneter, Mitglied des Kreistages und als Vorsitzender (1892–1901) der Handelskammer Mülheim-Oberhausen.

## Weitere Quellen
- Stadtarchiv Mülheim an der Ruhr, Bestand 1550 Nr. 163
- Stadtarchiv Mülheim an der Ruhr, Bestand 1440
- Stadtarchiv Mülheim an der Ruhr, Bestand 1311/3/1